# ADMIXTOOLS
ADMIXTOOLS (o AdmixTools) es un paquete de software utilizado principalmente para analizar la mezcla genética en genética de poblaciones. La versión original fue desarrollada como un conjunto de programas en C independientes por Nick Patterson y su equipo fue publicada en 2012. Una versión reimplementada, ADMIXTOOLS 2, fue desarrollada como un paquete en R por Robert Maier y su equipo y publicada en 2023.
La mayoría de los programas de ADMIXTOOLS se basan en el ajuste de modelos demográficos a f-estadísticos, que se calculan a partir de frecuencias alélicas poblacionales.

## qpGraph
qpGraph es un programa de software que forma parte del paquete ADMIXTOOLS desarrollado por Patterson et al. (2012). qpGraph evalúa modelos de relaciones poblacionales basados en gráficos con mezcla genética. Estima verosimilitudes de gráficos con una topología fija, ajustando los parámetros del gráfico para que coincidan con los f-estadísticos observados.
ADMIXTOOLS 2 añade funcionalidad para encontrar topologías de gráficos optimizadas, similar a programas como Treemix.

## Otras herramientas informáticas
Las herramientas estadísticas relacionadas en el paquete de software ADMIXTOOLS incluyen qpAdm, qpfst, qpF4ratio, qp3Pop, qpBound, qpDstat, y qpWave. qpDstat y qpWave prueban si las poblaciones forman clados, mientras que qpAdm estima proporciones de ascendencia. qpAdm se usa a menudo en conjunto con CP/NNLS.